# Governo Barrot I
Il primo Governo Barrot è stato in carica dal 20 dicembre 1848 al 2 giugno 1849, per un totale di 5 mesi e 14 giorni.

## Cronologia

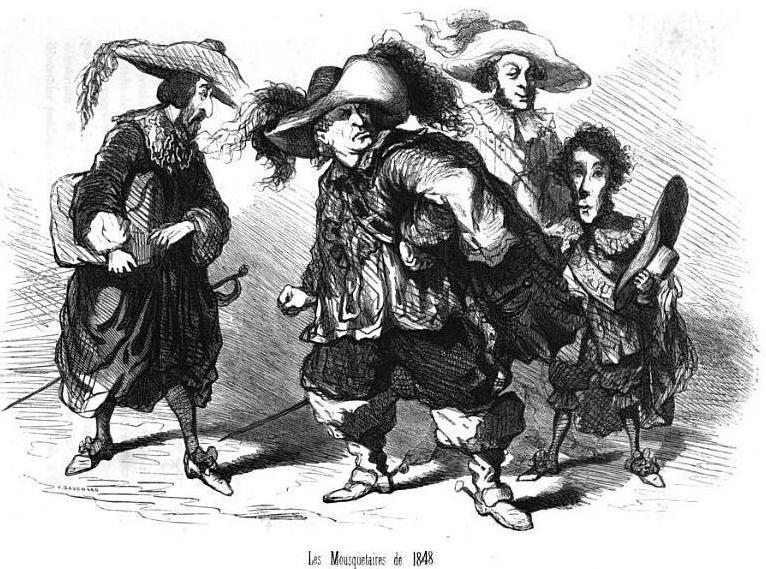
Caricatura di Cham, rappresentante Falloux, Barrot, Buffet e Faucher come i Moschettieri di Dumas Padre.

- 20 dicembre 1848: Louis-Napoléon Bonaparte viene eletto Presidente della Repubblica. Come primo atto, sostituisce il Primo Ministro Cavaignac con Odilon Barrot, esponente del partito conservatore.
- 26 dicembre 1848: il governo riconferma il generale Nicolas Changarnier come "governatore militare" di Parigi e Algeria, violando una legge che impedisce il doppio incarico.[1]
- 29 dicembre 1848: vengono formalizzati tre ministri: agli Interni Faucher in sostituzione di Maleville; ai Lavori Pubblici Lacrosse in sostituzione di Faucher; al Commercio e Agricoltura Buffet in sostituzione di Bixio.
- 4 gennaio 1849: il ministro dell'istruzione Falloux istituisce una commissione ministeriale per riformare l'istruzione in favore della Chiesa cattolica.
- 9 febbraio 1849: una rivolta a Roma porta all'istituzione della Repubblica Romana, causando la fuga di Papa Pio IX e l'esplosione di un ampio dibattito politico in Francia.
- 23 marzo 1849: la battaglia di Novara, nell'ambito della guerra sardo-austriaca, pone fine all'avanzata piemontese in favore dell'Austria.
- 16 aprile 1849: l'Assemblea nazionale approva l'intervento contro la Repubblica Romana, voluto dai cattolici conservatori e circoli finanziari attivi in Italia.[2]
- 2 giugno 1849: a seguito delle elezioni legislative, i conservatori ottengono una maggioranza assoluta dei seggi. Secondo la prassi, Barrot si dimette e ottiene la fiducia della nuova Assemblea, formando un secondo governo.

## Consiglio dei Ministri
Il governo, composto da 9 ministri, vedeva partecipi:
| Carica                                | Titolare | Titolare                  | Partito         | Mandato          | Mandato       |
| ------------------------------------- | -------- | ------------------------- | --------------- | ---------------- | ------------- |
| Presidente della Repubblica           |          | Louis-Napoléon Bonaparte  | –               | 20 dicembre 1848 | 2 giugno 1849 |
| Presidente del Consiglio dei Ministri |          | Odilon Barrot             | Destra          | 20 dicembre 1848 | 2 giugno 1849 |
|                                       |          |                           |                 |                  |               |
| Ministro degli Affari Esteri          |          | Édouard Drouyn de Lhuys   | Destra          | 20 dicembre 1848 | 2 giugno 1849 |
| Ministro degli Interni                |          | Léon Faucher              | Centro-sinistra | 20 dicembre 1848 | 2 giugno 1849 |
| Ministro della Guerra                 |          | Joseph Marcellin Rullière | Destra          | 20 dicembre 1848 | 2 giugno 1849 |
| Ministro della Giustizia              |          | Odilon Barrot             | Destra          | 20 dicembre 1848 | 2 giugno 1849 |
| Ministro delle Finanze                |          | Hippolyte Passy           | Centro-sinistra | 20 dicembre 1848 | 2 giugno 1849 |
| Ministro dei Lavori Pubblici          |          | Théobald de Lacrosse      | Destra          | 20 dicembre 1848 | 2 giugno 1849 |
| Ministro della Pubblica Istruzione    |          | Alfred de Falloux         | Destra          | 20 dicembre 1848 | 2 giugno 1849 |
| Ministro della Marina e Colonie       |          | Victor Destutt de Tracy   | Destra          | 20 dicembre 1848 | 2 giugno 1849 |
| Ministro dell'Agricoltura e Commercio |          | Louis Buffet              | Centro-sinistra | 20 dicembre 1848 | 2 giugno 1849 |